# Deutsche Akademie für Wohnungswesen
Die Deutsche Gesellschaft für Wohnungswesen e. V. (DGW) war seit dem 1. Oktober 1941 als Deutsche Akademie für Wohnungswesen e. V. – Forschungsstelle des Reichskommissars für den Sozialen Wohnungsbau (DAW) dem Reichsorganisationsleiter der NSDAP und Leiter der Deutschen Arbeitsfront (DAF) Robert Ley direkt unterstellt.
Den Mitarbeitern der DGW wurden Fachkräfte aus dem Reichsarbeitsministerium (RAM), dem Reichsheimstättenamt (RHA) sowie aus dem Architekturbüro der Deutschen Arbeitsfront (DAF) zugeführt, so dass die Dienststelle den Charakter eines Quasi-Reichsbauministeriums annahm.

## Entstehungsgeschichte als Verein-Reichs-Wohnungsgesetz
Der Sekretär im Frankfurter Institut für Gemeinwohl Karl von Mangoldt beschäftigte sich mit der Frage, wie man die Wohnverhältnisse für die stetig wachsende Bevölkerung im Deutschen Kaiserreich verbessern könnte. Dieses sozialpolitische Problem wurde durch die Entwicklung Deutschlands vom Agrar- zum Industrieland noch zusätzlich verschärft und bedurfte einer dringlichen Lösung. Trotz der akuten Wohnungsmissstände wurden keine zusammenhängenden staatlichen Maßnahmen erkennbar. Mangoldt kündigte seinen Arbeitsvertrag als Sekretär, um sich ganz auf die Lösung der dringlichen sozialpolitischen Aufgabe konzentrieren zu können. Es gelang ihm, eine Anzahl angesehener und einflussreicher Männer verschiedenster politischer Überzeugungen für eine Vereinsgründung zu gewinnen. Am 25. Mai 1898 erfolgte nach der Gründung die Vorstandswahl sowie die Beratung und Annahme der Vereinssatzung mit dem Ziel einer umfassenden gesetzgeberischen Förderung einer Wohnungsreform durch ein Reichswohnungsgesetz.
§ 1 des Satzungsentwurfs lautete: Der […..] Verein-Reichswohnungsgesetz hat den Zweck, zum Behufe der Verbesserung der Wohnungsverhältnisse eine durchgreifende Gesetzgebung, in erster Linie von Seiten des Reiches, anzuregen und vorzubereiten.
Trotz intensiver Bemühungen des Vereins konnte der zuständige Staatssekretär des Reichsamtes des Inneren Graf Arthur von Posadowsky-Wehner nicht von der Notwendigkeit eines Reichswohnungsgesetzes auf Reichsebene überzeugt werden.

## Deutscher Verein für Wohnungsreform 1904 bis 1940
Wegen des nicht umsetzbaren Zieles eines Reichswohnungsgesetzes wurde die Vorbereitung und Durchführung von wohnungsreformerischen Ideen zur Schaffung zweckmäßig gestalteter, gesunder und preiswerter Wohnungen zum Gegenstand des Vereins. Mit dem veränderten Ziel, gab sich der Verein im Jahre 1904 den Namen Deutscher Verein für Wohnungsreform e. V., den er bis zum Jahre 1940 beibehielt.
Nachdem Karl von Mangoldt 1904 den Ersten Deutschen Wohnungskongress in Frankfurt/Main organisiert hatte, berief er 1911 den Zweiten Deutschen Wohnungskongress nach Leipzig ein. Während der erste Wohnungskongress die Notwendigkeit der Einschaltung des Reiches in die Wohnungspolitik postuliert hatte, wurde auf dem zweiten Kongress die Kapitalbeschaffung für den Wohnungsbau in die wohnungspolitische Diskussion eingeführt.
Durch den Ersten Weltkrieg stieg die Wohnungsnot der Bevölkerung weiter drastisch an. Für einen besseren und nachhaltigen Einfluss auf die Regierungspolitik verlegte der Verein 1916 seine Geschäftsstelle von Frankfurt nach Berlin. Als eine langfristig wirksame Maßnahme galt die Schaffung eines dem Reichsamt des Inneren unterstellter Reichskommissar für den Wohnungsbau.
Nach dem Ersten Weltkrieg kam die Vereinsarbeit jedoch gänzlich zum Erliegen. 1920 zog sich Karl von Mangoldt aus der Geschäftsführung zurück. Sein Nachfolger H. Zieseler konnte den Geschäftsbetrieb nur notdürftig aufrechterhalten. Nach mehreren Wechseln in der Geschäftsführung übernahm mit Bürgermeister a. D. Gustav Schwan die Führung des Vereins, um den Verein wieder zum Leben zu erwecken mit Unterstützung durch  Rose von Mangoldt, die nebenamtlich in der Geschäftsstelle tätig wurde. In den Folgejahren erlebte der Verein einen stetigen Aufschwung geprägt durch eine beratende Tätigkeit zur Wohnungspolitik auf Reichsebene sowie regelmäßige Vortragsabende mit prominenten Rednern und anschließender Aussprache.
Der Übergang nach der Machtübernahme der Nationalsozialisten verlief für den Verein ohne große Reibungsverluste. Unter Federführung des Reichsarbeitsministeriums (RAM) erfolgte eine enge Abstimmung mit der Deutschen Akademie für Bauforschung und der Deutschen Akademie für Städtebau, Reichs- und Landesplanung um Überschneidungen in der Aufgabenstellung zu vermeiden. Im Ergebnis der Kooperation der drei Institutionen erhielt der Verein für Wohnungswesen per Erlass vom 24. Januar 1938 die Anerkennung als Forschungsstelle des RAM. Mit dieser staatlichen Anerkennung wurde das Aufgabengebiet des Vereins erheblich erweitert, so dass im Jahre 1939 eine Änderung des Vereinsnamens in Deutsche Gesellschaft für Wohnungswesen e. V. (DGW) beschlossen wurde.

## Deutsche Akademie für Wohnungswesen 1940–1950
Mit dem Erlass zur Vorbereitung des Wohnungsbaues nach dem Kriege vom 15. November 1940 wurde Robert Ley als Reichskommissar für den Sozialen Wohnungsbau (RKSW) eingesetzt.
Franz Seldte als Reichsarbeitsminister musste die mit Bau- und Wohnungsfragen betrauten Abteilungen an die neue Dienststelle abtreten. Robert Ley bot der DGW an, unter ihrer Führung alle wissenschaftlichen Arbeiten zu bündeln, welche zur Vorbereitung dieses gewaltigen Bauprogramms notwendig waren. Dies erforderte die organisatorische Umwandlung der Gesellschaft in ein Forschungsinstitut. Am 26. August 1941 fasste die Mitgliederversammlung einstimmig den Beschluss, das Angebot von Ley anzunehmen. Die Gesellschaft änderte zum 1. Oktober 1941 ihren Namen in Deutsche Akademie für Wohnungswesen e. V. – Forschungsstelle des Reichskommissars für den Sozialen Wohnungsbau (DAW) und gab sich eine neue Satzung sowie eine neue Organisationsstruktur.
Als Gesamtgeschäftsführer wurde der bisherige Vereinsvorsitzende der DGW Bruno Schwan bestätigt.
Organisationsstruktur der DAW
- Abteilung A: Grundsätzliche Fragen der Wohnungs- und Siedlungspolitik. Leiter: Architekt Bruno Schwan.
- Abteilung B: Typung und Normung. Leiter: Architekt Hans Spiegel.
- Abteilung C: Rationalisierung des Bauvorgangs. Leiter: Stadtrat Hans Schönbein.

Auf Forderung des RKSW Robert Ley wurde zu Beginn des Jahres 1944 die Organisationsstruktur und die Verantwortlichkeiten in der DAW wie folgt
verändert:
- Abt.  I: Wohnungsbaupolitik. Leiter: Bruno Schwan.
- Abt. II: Wohnungsbestandspolitik. Leiter: Bruno Schwan.
- Abt. III: Siedlungsgestaltung. Leiter: Karl Neupert.
- Abt. IV: Baustoffe. Leiter: Alfred Perret.
- Abt.  V: Typung und Normung. Leiter: Hans Spiegel.
- Abt. VI: Wirtschaftliche Fertigung. Leiter: Friedrich Kramer.
- Abt. VII: Labor (geplant)